# Клюні (конгрегація)

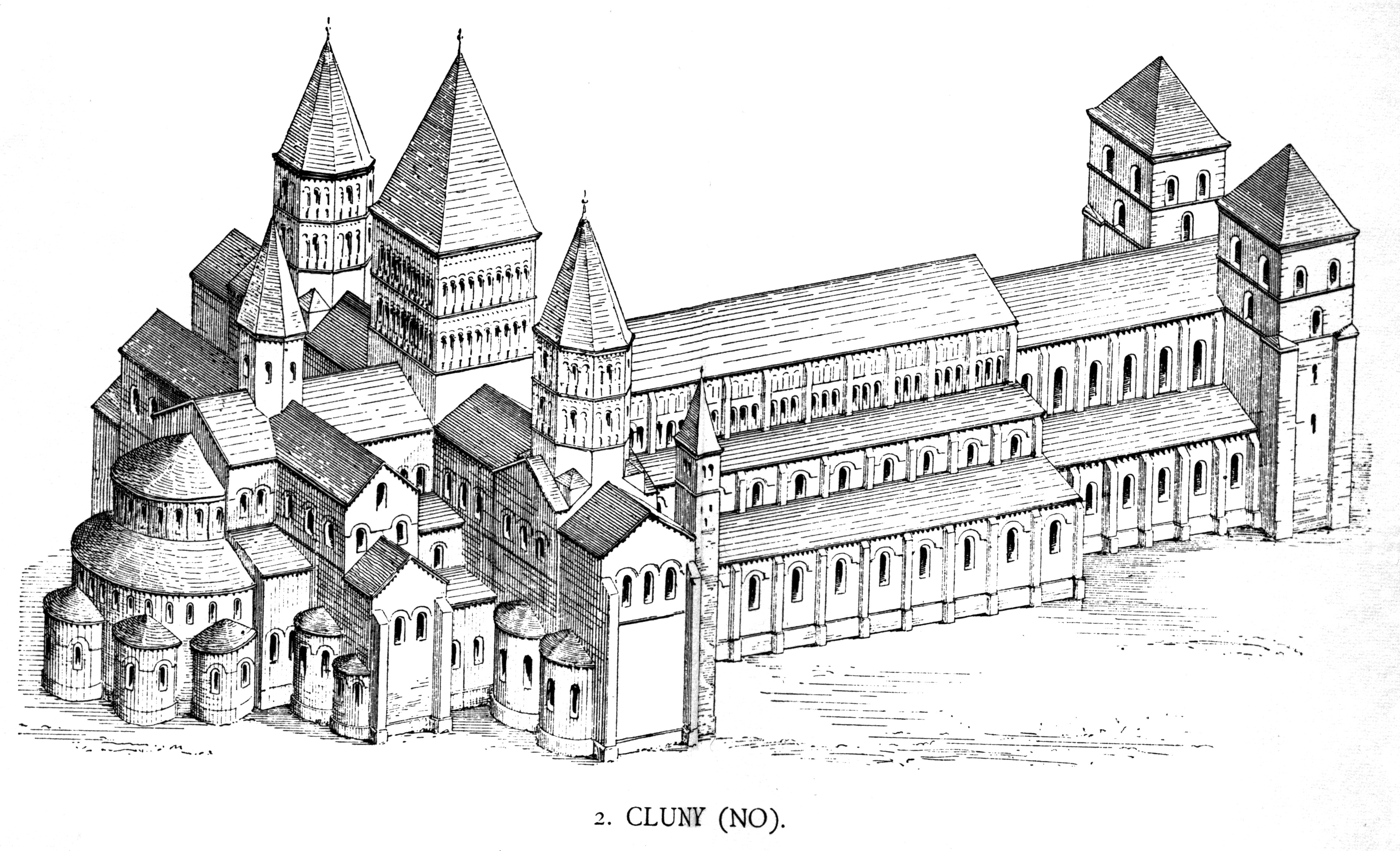
Базиліка Клюні III (реконструкція)

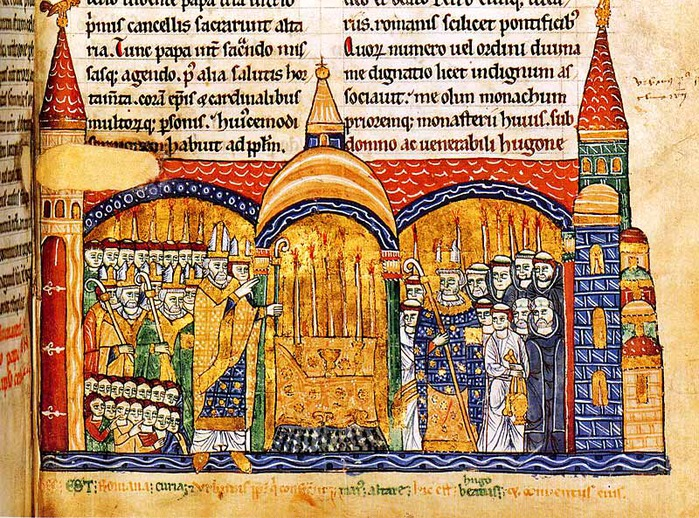
Папа Римський Урбан II освячує церкву в Клюні.

Клюні́, Клюнійська конгрегація — чернеча конгрегація з центром у монастирі Клюні, гілка бенедиктинців, створена в X столітті, в ході Клюнійської реформи. Знищена в ході Великої французької революції наприкінці XVIII століття.

## Історія
У 931 році папа Іван XI дарував абату монастиря Клюні, святому Одону, привілей приймати під свою юрисдикцію монастирі, що проводили у себе клюнійську реформу, суть якої полягала у відродженні суворого духовного та аскетичного життя в період занепаду чернецтва. Фактично це означало створення нової конгрегації бенедиктинців, що ставила на чільне місце суворе дотримання Статуту Бенедикта. Монастирі, що приєднувалися до клюнійців, виводилися з-під влади місцевих єпископів і ставилися в пряме підпорядкування Клюнійському абатству, а через нього — папі. Конгрегація швидко зростала, попри потужну протидію французького єпископату, який не бажав втрачати контроль над французькими монастирями. При абаті Оділоні (994–1049) до Клюні належала вже велика частина французьких і бургундських монастирів. При настоятелях Гуго Клюнійському (1049–1109) і Петрові Високоповажному (1122–1157) конгрегація переступила кордони сучасної Франції. Клюнійські монастирі з'явилися в Італії, Іспанії, Англії, Німеччині і Польщі, а загальна кількість їх наближалося до 2000. Всього в монастирях цього періоду трудилося близько 50 тисяч ченців. 1061 року Гуго заснував і жіночу гілку конгрегації.
На чолі конгрегації стояв абат монастиря Клюні, він мав право призначати (при узгодженні з ченцями монастиря) настоятелів (пріорів) інших клюнійських обителей. З XII століття стали проводитися капітули згромадження. На першому капітулі, скликаному Петром Високоповажним у 1132 році, були присутні 200 пріорів і 1212 ченців. З 1200 по 1571 капітули проводилися щорічно. Капітул конгрегації мав статус дорадчого органу, попри широке коло повноважень капітулу, вирішальне слово у прийнятті рішень завжди залишалося за абатом Клюні. Клюнійська конгрегація стала найпотужнішою з організованих католицьких рухів XI–XII століть. Підтримка клюнійців стала запорукою успіху Григоріанської реформи.
З XIII століття почався поступовий занепад конгрегації, викликаний фінансовими проблемами, ослабленням монастирських звичаїв і піднесенням інших чернечих орденів, насамперед цистерціанців — іншої реформаторської гілки бенедиктинців, і новостворених  жебручих орденів. У XIV–XV століттях від клюнійської конгрегації відділилися монастирі за межами Франції, які перейшли в інші чернечі ордени, засновані на бенедиктинському статуті. 1516 року король Франції домігся права призначати абатів Клюні, що призвело до занепаду монастиря і втрати клюнійською конгрегацією своєї незалежності від світської влади. 1562 року абатство Клюні було повністю розграбовано гугенотами.
До кінця XVIII століття клюнійска конгрегація перетворилася на невелике, суто французьке чернече співтовариство. З початком Великої французької революції воно було повністю знищене. Останній абат Клюні Ж.-Б. Куртене був страчений на гільйотині в 1794 році.